# Rips the Covers Off
Rips the Covers Off är ett coveralbum av L.A. Guns som släpptes 2004. Detta är första gången Stacey Blades medverkar på ett L.A. Guns album.

## Låtlista
1. "Rock'n'Roll Outlaw" (Rose Tattoo cover)
2. "I Just Wanna Make Love to You" (Foghat cover)
3. "Tie Your Mother Down" (Queen cover)
4. "Until I Get You" (Hanoi Rocks cover)
5. "Wheels of Steel" (Saxon cover)
6. "Nobody's Fault" (Aerosmith cover)
7. "Custard Pie" (Led Zeppelin cover)
8. "Moonage Daydream" (David Bowie cover)
9. "Marseilles" (Angel City cover)
10. "Hurdy Gurdy Man" (Donovan cover)
11. "Search and Destroy" (The Stooges cover)
12. "Revolution" (Live)
13. "Don't Look At Me That Way" (Live)

## Medverkande

### Låtar 1-11
- Phil Lewis - sång
- Stacey Blades - gitarr
- Adam Hamilton - bas
- Steve Riley - trummor

### Låtar 12-13
- Phil Lewis - sång
- Keri Kelly - gitarr
- Brent Muscat - gitarr
- Adam Hamilton - bas
- Steve Riley - trummor